# Amtsbezirk Petrašiūnai

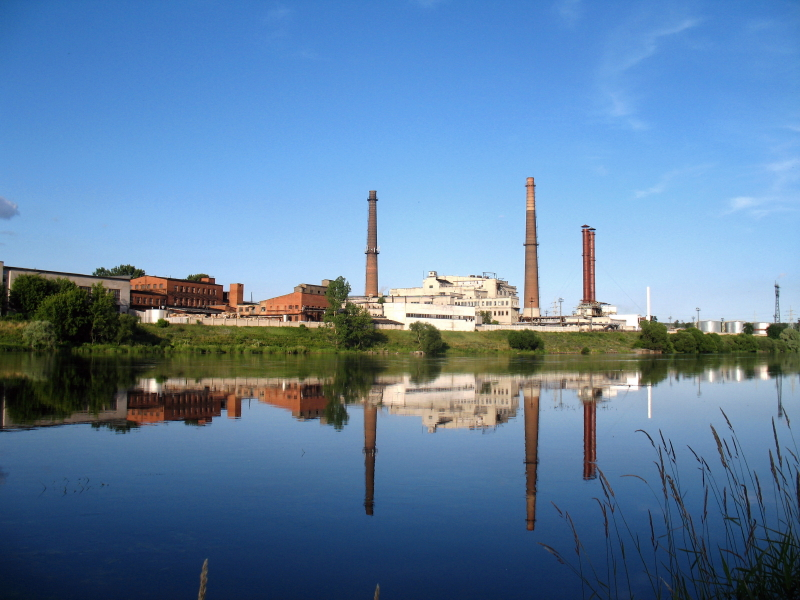
Kraftwerk

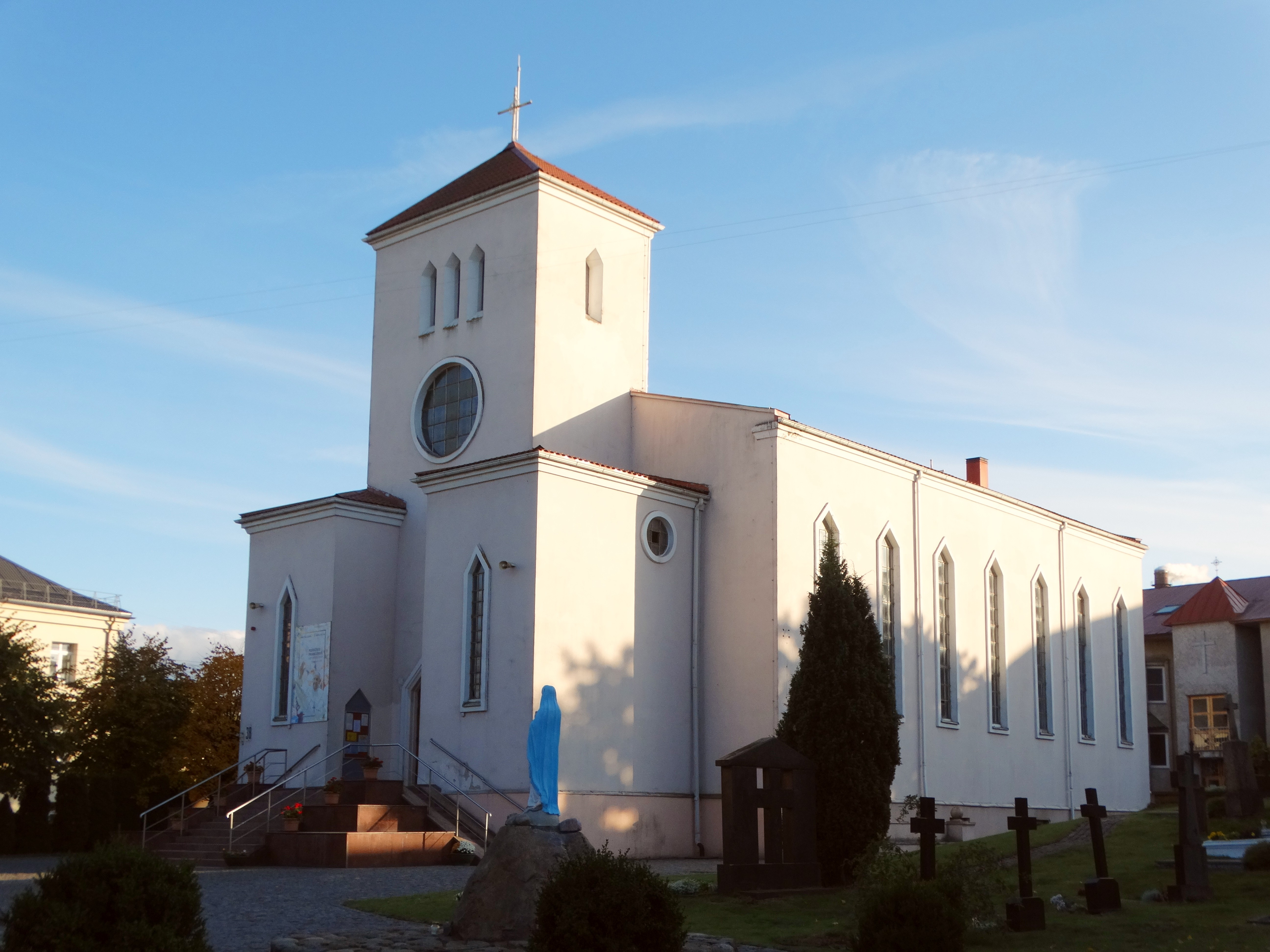
Katholische Kirche

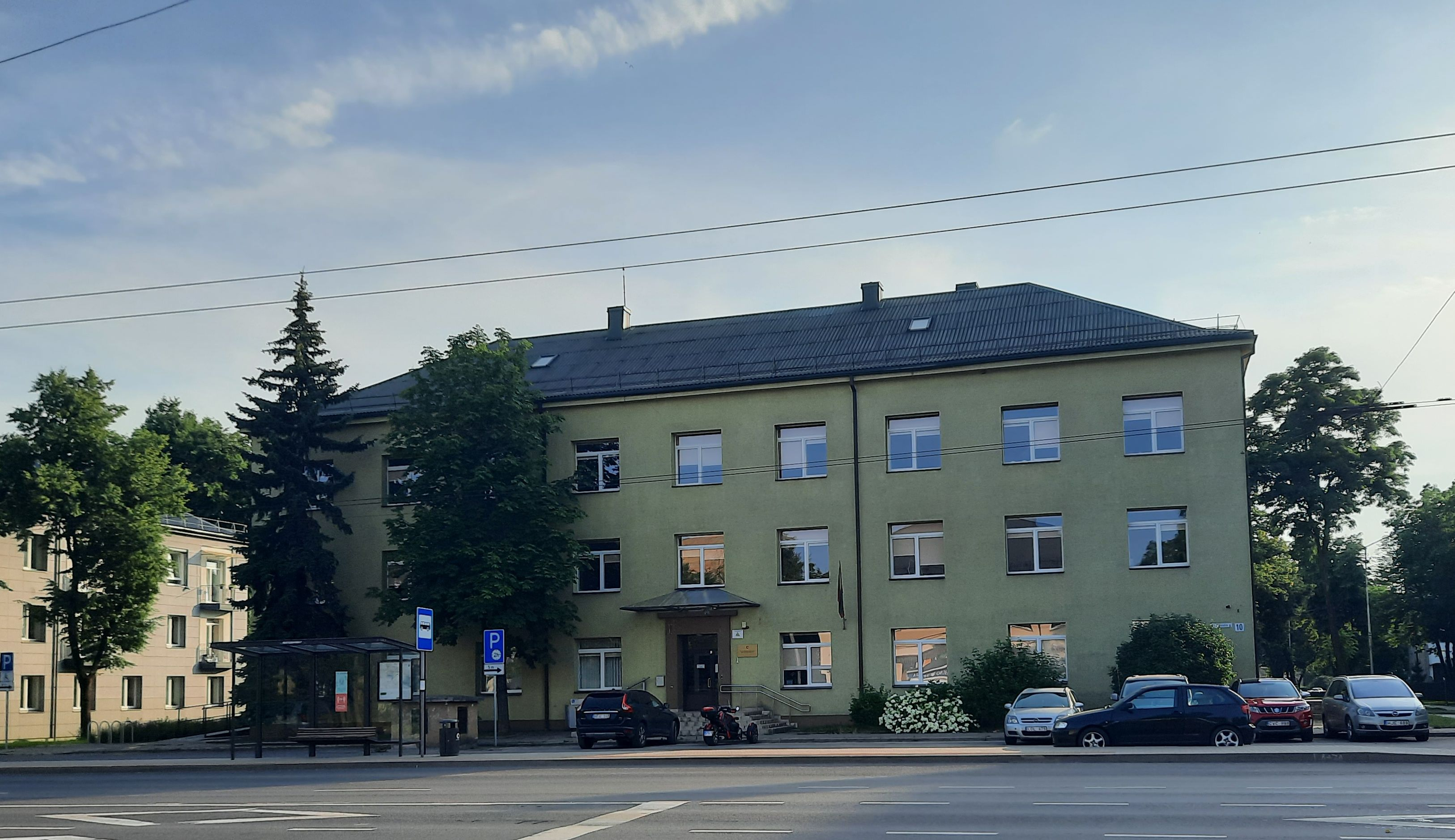
Verwaltungssitz des Amtsbezirks

Der Amtsbezirk Petrašiūnai (lit. Petrašiūnų seniūnija) ist der flächengrößte Stadtbezirk (Seniūnija) der litauischen zweitgrößten  Stadt Kaunas. Auf 28,5 Quadratkilometer wohnen etwa 13.000 Einwohner.

## Stadtteile
Der Amtsbezirk Petrašiūnai umfasst die Stadtteile:
- Petrašiūnai
- Palemonas
- Amaliai
- Naujasodis